# Gebhard von Blücher
Fürst Gebhard Leberecht Blücher von Wahlstatt (* 9. Juli 1865 auf Schloss Raduň; † 19. August 1931 in Boscombe bei Bournemouth, England) war der 4. Fürst Blücher von Wahlstatt. Er war ein direkter Nachkomme des preußischen Generalfeldmarschalls Gebhard Leberecht von Blücher.

## Leben
Er war der Sohn des Gebhard Leberecht von Blücher (1836–1916), 3. Fürst Blücher von Wahlstatt, und dessen erster Gemahlin Marie Leopoldine Aloisia Symphorosa Prinzessin von Lobkowitz (1841–1870).
Nach seiner Reifeprüfung (1881) hielt sich der anglophile Blücher zu einem Studienjahr in England auf, wo er zahlreiche Freundschaften schließen konnte. Später ging er nach Südafrika. Als er im Jahr 1907 nach London zurückkehrte, lernte er dort seine Ehefrau kennen. Blücher heiratete am 20. August 1907 in London Evelyn Stapleton-Bretherton (* 10. September 1876 in Brighton; † 20. Januar 1960 in Worthing), die Tochter des Frederick Annesley Stapleton-Bretherton (1841–1919) und der Hon. Isabella Petre (1849–1919).
Nach der Hochzeit lebte das Ehepaar auf der Insel Herm, der kleinsten der Kanalinseln. Erst nach der Kriegserklärung (14. August 1914) zum Ersten Weltkrieg waren die Blüchers gezwungen, nach Deutschland zu übersiedeln. Blücher wurde nicht Soldat, sondern diente ab 1915 als Leiter eines Malteser-Lazarettzuges bei der „Freiwilligen Krankenpflege in Kriegszeiten“.
Blüchers Ehefrau Evelyn gilt als interessante Person der Zeitgeschichte. Nach dem Ersten Weltkrieg veröffentlichte sie in London ihr Tagebuch über ihr Leben als englische Aristokratin und Gemahlin eines deutschen Fürsten zu Kriegszeiten in Deutschland, als im Exil lebende Engländerin unter preußischem Hochadel. Eine darin beschriebene Episode: Sie war vom deutschen Kaiser Wilhelm II. als Taufpatin des Großen Kreuzers „Blücher“ ausgewählt worden und hatte beim Stapellauf in Kiel am 11. April 1908 ihre erste Rede auf Deutsch gehalten. Doch wurde die „Blücher“ schon am 24. Januar 1915 im Gefecht auf der Doggerbank von ihren eigenen englischen Landsleuten der Royal Navy versenkt.
Außerdem veröffentlichte sie in Zusammenarbeit mit Major Desmond Chapman-Huston die Memoiren ihres Ehemannes: Memoirs of Prince Blücher (Verlag J. Murray, London 1932) mit ausführlicher Beschreibung seiner Familiengeschichte, insbesondere einer Würdigung seines Ahnherrn, des preußischen Generalfeldmarschalls Gebhard Leberecht von Blücher.
Blücher selbst war seit 1917 Mitglied des Preußischen Herrenhauses. Hier trat er zusammen mit 15 anderen Mitgliedern aus der konservativen sogenannten ,Alten Fraktion', die sich der Wahlreform des preußischen Dreiklassenwahlrechts widersetzte, aus und unterstützte die Bestrebungen für das von der Regierung beförderte gleiche allgemeine Wahlrecht. Im Januar 1922 verkaufte er das Palais Blücher am Pariser Platz 2 in Berlin an den Bankier William Zimdin, der es 1931 an die Vereinigten Staaten weiterverkaufte, die dort ihre Botschaft einrichteten. Er lebte auf seinen Besitzen Schloss Raduň in Mährisch-Schlesien (Tschechoslowakei) und Schloss Krieblowitz in Niederschlesien sowie in England.